# Andreas Sotiriu
Andreas Sotiriu (ur. 7 czerwca 1968 w Nikozji, Cypr) – cypryjski piłkarz podczas kariery grający na pozycji napastnika. w latach 1987–1998 grał w APOEL-u Nikozja. Rozegrał tam 226 meczów, strzelając 105 bramek. W reprezentacji Cypru strzelił 8 bramek w 38 meczach. W 2001 roku zakończył karierę.